# Curvularia pilae
Curvularia pilae är en svampart som beskrevs av Toro 1946. Curvularia pilae ingår i släktet Curvularia och familjen Pleosporaceae.   Inga underarter finns listade i Catalogue of Life.